# Une Seule Nuit
"Une Seule Nuit" (tiếng Việt: Một đêm duy nhất) là quốc ca của Burkina Faso. Nó còn được biết đến với tên gọi khác là "Ditanỳe" (tiếng Việt: Khúc ca khải hoàn). Bài hát được sáng tác năm 1984 bởi Tổng thống đương thời Thomas Sankara.
Khi ông lên làm Tổng thống Thượng Volta, ông đã ban hành một sắc lệnh mới cho quốc gia này, được thông qua vào nửa đêm 4/8/1984 nhân kỷ niệm một năm ngày lên ngôi (vì vậy bài hát mới có tên là "Một đêm duy nhất"). Theo đó, tên đất nước được đổi thành Burkina Faso (Đất nước của những người đứng thẳng), quốc kỳ được thay đổi thành lá cờ với nửa trên màu đỏ và nửa dưới màu xanh với ngôi sao nhỏ màu vàng ở giữa, quốc ca được đổi từ "Hymne National Voltaïque" thành bài hát này.

## Lời
Lời II và III, điệp khúc II và lời tiếng Mossi hiếm khi được hát. Khi được biểu diễn, lời I và điệp khúc I được sử dụng phổ biến
| Lời tiếng Pháp | Lời tiếng Mossi |
| --- | --- |
| I Contre la férule humiliante il y a déjà mille ans, La rapacité venue de loin les asservir il y a cent ans. Contre la cynique malice métamorphosée En néocolonialisme et ses petits servants locaux Beaucoup flanchèrent et certains résistèrent. Mais les échecs, les succès, la sueur, le sang Ont fortifié notre peuple courageux Et fertilisé sa lutte héroïque. Refrain I: Et une seule nuit a rassemblée en elle L'histoire de tout un peuple. Et une seule nuit a déclenché sa marche triomphale Vers l'horizon du bonheur. Une seule nuit a réconcilié notre peuple Avec tous les peuples du monde, A la conquête de la liberté et du progrès La Patrie ou la mort, nous vaincrons! II Nourris à la source vive de la Révolution. Les engagés volontaires de la liberté et de la paix Dans l'énergie nocturne et salutaire du 4 août N'avaient pas que les armes à la main, mais aussi et surtout La flamme au coeur pour légitimement libérer Le Faso à jamais des fers de tous ceux qui Çà et, là en poluaient l'âme sacrée de L'indépendance, de la souveraineté. Refrain II: Et séant désormais en sa dignité recouvrée L'amour et l'honneur en partage avec l'humanité, Le peuple du Burkina chante un hymne à la victoire, A la gloire du travail libérateur, émancipateur. A bas l'exploitation de l'homme par l'homme! Hé en avant pour le bonheur de tout homme, Par tous les hommes aujourd'hui et demain, Par tous les hommes ici et pour toujours! III Révolution populaire notre sève nourricière. Maternité immortelle du progrès à visage d'homme. Foyer éternel de démocratie consensuelle, Où enfin l'identité nationale a droit de cité, Où pour toujours l'injustice perd ses quartiers, Et où, des mains des bâtisseurs d'un monde radieux Mûrissent partout les moissons de vœux patriotiques, Brillent les soleils infinis de joie. Refrain I | I Burkĩmbã pĩnd n kisga wõrbo la yãnde hal yʋʋm tusri B kisga fãadbã sẽn yi yɩɩga hal yʋʋm koabga, n wa ne yembdo, B tõdga sɩlem-wɛɛgã sẽn toeeme, n lebg yaoolem yembdo B kisga sɩlem-wɛɛgã yembdooh ne a tẽng-n-tɛɛndbã fãa gilli. Wʋsg n bas raoodo, la kẽer me sɩd zãgsame, La pãn-kongrã, la tõogrã, la tʋʋlgã kaagre, Zɩɩmã raagre kenga d nin-buiidã pelse La b paasa b raoodo n leb n zẽk b burkĩndi. Reesgo I: La yʋng a ye tãa, a ye tãa, Kʋmba nin-buiidã vɩɩm kibare, La yʋng a ye tãa bal pʋgẽ waa, tɩlgre sor pakame Tɩ b rɩk n babsd vɩ-noogo, Yʋng a ye lagma tõnd nin-buiidã Ne nin-buiidã sẽn be dũni wã fãa pʋgẽ N baood tɩlgre la paoongo, ne b sũurã fãa Kall tɩ d tõoge, ba d na n ki d tẽng yĩnga! |

### Dịch sangtiếng Việt
I
Hãy chống lại sự áp bức nhục nhã hơn một nghìn năm trước,
Bọn thống trị phương xa đã bắt chúng ta phải hầu hạ chúng hơn một thế kỷ.
Hãy chống lại sự bành trướng của những tội ác ghê tởm
Của bọn thực dân khốn kiếp và những tay sai của chúng.
Có những bọn đã quy hàng và một số kẻ lại dám quyết chiến.
Nhưng từng thất bại, thành công, từng giọt mồ hôi rơi, từng giọt máu đổ
Đã rèn luyện nên những con người dũng cảm
Và ươm mầm cho cuộc chiến của chủ nghĩa anh hùng

Điệp khúc I
Và một đêm duy nhất đã tập hợp cả đất nước lại
Để làm nên lịch sử cho cả dân tộc này,
Và một đêm duy nhất đã tạo động lực cho cuộc hành quân chiến thắng của đất nước.
Hướng tới chân trời của hạnh phúc.
Một đêm duy nhất đã gắn kết lại nhân dân ta
Với tất cả các dân tộc trên thế giới,
Trong công cuộc dành lại tự do và tiến bộ.
Quyết tử cho Tổ quốc quyết sinh, chúng ta sẽ chiến thắng!

II
Được nuôi dưỡng trong cái nôi của Cách mạng.
Những con người tình nguyện đứng lên vì tự do và hoà bình
Trong sức mạnh của bóng đêm và lợi ích của ngày 4 tháng 8
Không chỉ là những cánh tay, nhưng cũng trên tất cả
Ngọn lửa trong tim vì luật pháp tự do
Faso này sẽ mãi ám ảnh trong lòng bọn áp bức bóc lột
Những con người đã làm hoen ố tâm hồn 
Của độc lập và chủ quyền.

Điệp khúc II:
Từ giờ trở đi, chúng ta sẽ ngồi trong địa vị đã được phục hồi lại
Tình yêu thương và lòng danh dự được sẻ chia cùng nhân loại,
Nhân dân Burkina hát vang khúc ca khải hoàn,
Cho vinh quang của những hành động vì tự do và độc lập.
Hãy xéo nát mối quan hệ người bóc lột người!
Tiến lên vì hạnh phúc của mỗi người dân,
Bởi tất cả mỗi con người hôm nay và mai sau,
Bởi tất cả mỗi con người nơi đây và mãi mãi!

III
Công cuộc cách mạng đã nuôi lớn những mầm cây mới.
Tình mẫu tử của sự tiến bộ trên gương mặt mỗi người.
Đây là ngôi nhà vĩnh cửu của nền dân chủ thống nhất,
Nơi bản sắc dân tộc đã dành lại được quyền tự do chính đáng của mình,
Nơi sự phi công lý đã mất chỗ đứng của nó mãi mãi,
Và là nơi từng bàn tay đã cùng xây dựng nên một thế giới cấp tiến
Từ khắp mọi nơi cánh đồng lúa của những người con yêu nước chín rộ,
Những mặt trời của hạnh phúc toả sáng

Điệp khúc I